# Carnaval de Fortaleza
O Carnaval do Ceará  é bem diversificado e não tem um ponto específico para comemoração. Há vários pontos da cidade, dispersando as pessoas de acordo com gostos e localizações.
As festividades começam já no início de Fevereiro com pré-carnavais nos fins de semana. O "aquecimento" é feito com carnavais de rua, onde bandas e blocos tocam em diversas ruas aos sons de vários ritmos regionais e samba.

## Mela mela
Mela mela são festas que ocorrem em várias localidades de Fortaleza e Interior do Ceará. A festa se constitui em sujar as demais pessoas enquanto dançam ao ritmo de axé, forró, samba e swingueira. São usados sprays de espuma,  goma e ovo,alguns tem ovo goma spray de espuma coloral,mel e outras coisas. 
Em Caldas no Cariri anualmente é feito o "Carnacaldas". Em 2008 foram reunidas 20 mil pessoas na festas.

## Jazz & Blues
Na serra Guaramiranga é sediado anualmente o Festival de Jazz e Blues de Guaramiranga. O evento ocorre nas datas oficias e traz artistas de todos os lugares do Brasil. O evento tem atraído sempre mais pessoas que procuram um lugar mais sossegado para passar as festividades, apreciar o clima ameno e a natureza.

## Festividades em Fortaleza
Em Fortaleza as festividades são centralizadas em três pontos específicos, Praia de Iracema, Avenida Domingos Olímpio e Praça do Ferreira. Na praia de Iracema há apresentações de Maracatu, na Domingos Olímpios desfile oficial das agremiações carnavalescas e na Praça do Ferreira Pré-carnavais. Em alguns bairros e praças são realizados diversos shows e carnavais de rua ao de artistas da terra.

### Blocos do Fortaleza
Entre os blocos carnavalescos de Fortaleza está o Bloco Carnavalesco Bons Amigos. Criado em 2006, estreou no pré-carnaval de Fortaleza em 2007, por iniciativa dos donos da casa de shows, bar e restaurante Buoni Amicis. Inicialmente denominado Bloco Carnavalesco Buoni Amicis, o bloco desfilou no pré-carnaval dos anos de 2007 a 2009 com a bateria da Unidos da Cachorra, e no ano de 2010 com a bateria do Baqueta Clube de Ritmistas.
Em 2010 montou sua bateria própria, chamada de Surdo Bom em homenagem à bateria da Estação Primeira de Mangueira, a Surdo Um, que a partir de então passou a ser parceira do bloco. A parceria com a Estação Primeira trouxe à Fortaleza oficinas com os metres da bateria carioca, mestres Marrom e Wesley. Também foi decidido que o nome bloco seria escrito agora em português, então Bloco Carnavalesco Bons Amigos e não mais Bloco do Amici's.